# Fredrik von Kieseritzky
Fredrik von Kieseritzky, född den 26 april 1975 i Stockholm, är en svensk kemist och läkemedelsforskare. Han erhöll både civilingenjörsexamen och masterexamen i kemiteknik (2000) och doktorsexamen i organisk kemi (2004) vid Kungliga Tekniska Högskolan (KTH).
Därefter har han varit verksam forskare i stora och små företag. Von Kieseritzkys forskning är tvärvetenskaplig och har avhandlat patienters uppleva effekter av  smärtläkemedel, nya organiska material för solceller, samt organisk syntes av nyckelreagens i stor skala.
År 2019 utnämndes han till docent på  Lunds universitet. Von Kieseritzky är även anknuten till Karolinska institutet.